# Albert Mielke
Albert Mielke (* 4. Mai 1895 in Kleinschwarzsee; † 2. November 1933 in Leimbach, Querfurt) war ein evangelischer Geistlicher, der unter bisher ungeklärten Umständen als unmittelbare Folge der nationalsozialistischen Machtergreifung zu Tode kam.

## Leben
Nach seinem Abitur am 15. März 1914 in Dramburg (Pommern) begann er im April 1914 ein Theologiestudium in Halle (Saale), das er im August 1914 unterbrach, um den Einsatz als Kriegsfreiwilliger im Ersten Weltkrieg anzutreten.
Nachdem er aus gesundheitlichen Gründen aus der Truppe entlassen worden war, erfolgte im Juli 1915 seine Einberufung nach Magdeburg mit Stationierung in Frankreich 1916. Innerhalb der Zeitspanne seines Einsatzes erhielt er 1917 das EK II (Eisernes Kreuz). Durch eine Malaria-bedingte Krankheit wurde er am 1. Dezember 1918 als Leutnant ausgemustert.
Albert Mielke setzte seine 1914 in Halle begonnenen Studien ab dem 1. Februar 1919 in Greifswald fort. Dem ersten staatlichen Examen vom 7. Januar 1920 an der Universität Stettin folgte die Tätigkeit in den Kückenmühler Anstalten. Für 1920 wird ein Aufenthalt in Predigerseminar Wittenberg und sein zweites staatliches Examen mit dem 15. April 1921 wiedergegeben.
Der Ordination vom 4. September 1921 folgten, nach der Tätigkeit als Hilfsprediger in Neuwuhrow bei Neustettin, die seelsorgerlichen Aufgaben eines Pfarrers von 1923 bis 1927 in Hainrode im Harz, 1927 bis 1932 in Geußnitz bei Zeitz sowie vom 16. April 1932 bis zu seinem Tode 1933 in Oberschmon.
Seine Haltung gegenüber den Nationalsozialisten, insbesondere nach deren Machtergreifung, dokumentiert die Streichung des Ortsgruppenführers der SA, Bielke, am 23. Juli 1933, in Ermangelung der Kirchengemeindemitgliedschaft, und somit den Ausschluss von den Kirchenwahlen.
Am 11. Dezember 1923 heiratete er die Pastorentochter Maria Lang-Heinrich († 1974), mit der er die drei Kinder Gerhard-Martin Mielke (1924–1945), Ursula Mielke (* 1926) und Renate Maria (1934–1974) hatte.

## Todesumstände
Auf Allerseelen, Donnerstag, den 2. November 1933, fuhr er mit dem Fahrrad die rund acht Kilometer zum Konfirmationsunterricht nach Ziegelroda, um anschließend, nach einer Zusammenkunft mit dem Rendanten am Abend (Einbruch der Dämmerung), die Rückkehr anzutreten.
Die Leiche wurde auf einem Abstellgleis, zwei Meter von dem Prellbock, in den frühen Morgenstunden des 3. November 1933 aufgefunden. Sein mit Blutspuren behaftetes Fahrrad wurde zirka 150 Meter entfernt, angelehnt, vorgefunden. Die Leiche wurde mit Verletzungen an den Händen und am Kopf aufgefunden. Ob er infolge der Kopf- oder ggf. innerlichen Verletzungen verstarb, wurde mangels einer Obduktion nicht festgestellt.

## Gedenken
Am 4. September 2009 wurde in Erinnerung an ihn auf dem Neuen Friedhof in Naumburg an seinem ehemaligen Grab eine Stele als Gedenkstein enthüllt.
Am 17. Oktober 2011 wurde unter öffentlicher Beteiligung in der Ortsgemeinde Oberschmon durch den Künstler Gunter Demnig in Erinnerung an Pfarrer Albert Mielke einer von sieben Stolpersteinen verlegt. Initiator war die „Initiative Geschichtswerkstatt Merseburg-Saalekreis“.